# Hemiculter elongatus
 Hemiculter elongatus és una espècie de peix cipriniforme de la família dels ciprínids que es troba al Vietnam.